# Ait Mesbah
 (février 2011).
Si vous disposez d'ouvrages ou d'articles de référence ou si vous connaissez des sites web de qualité traitant du thème abordé ici, merci de compléter l'article en donnant les références utiles à sa vérifiabilité et en les liant à la section « Notes et références ».
Ait Mesbah (en kabyle At Mesbaḥ) est un village de Kabylie, situé dans la commune de Ath Douala dans la wilaya de Tizi Ouzou en Algérie. Le village est renommé pour ses différents métiers artisanaux notamment la couture et la poterie célèbre dans toute la Kabylie et il a vu naître une des grandes figures du mouvement national, Amar Imache qui a été secrétaire général de l'Étoile nord-africaine en militant pour l'autodétermination des Algériens et chef rédacteur du journal el ouma.

## Géographie
Ait-Mesbah ou At Mesbaḥ en Kabyle est un village kabyle (Algérie) qui se situe à 23 km au sud de la ville de Tizi-Ouzou. Il dépend administrativement de la commune d'Ath-Douala.
Le village s'étend sur un ensemble de crêtes dont l'altitude varie entre 750 m à 850 m. Le point culminant est Tanajelt situé au centre du village.
Sa superficie avoisine les 10 km². Il est délimité au sud par le village de Taguemount Oukerrouche, au nord par les villages Tighzert et Ihasnaouene, à l'ouest par la commune de Ath Zmenzer et à l'est par les villages Thaddarth Oufella, Ath Douala centre, Ath Bouayahia et Icherdiouène.

## Histoire
Le nom du village vient du premier habitant ayant posé les pieds sur cette Terre de Kabylie, un certain Yahya ou Mesbah[réf. nécessaire].

## Population
La population du village est d'environ 7 000 habitants[réf. nécessaire].

## Économie
Le village d'Ait Mesbah est renommé pour ses métiers artisanaux comme la couture de la robe kabyle et la poterie[réf. nécessaire].

## Vie quotidienne
Le village compte plusieurs associations notamment l'association sportive d'Ait Mesbah ASAM avec sa section de judo et l'association culturelle Amar Imache.

## Personnalités liées au village
- Amar Imache, homme politique algérien, secrétaire général de l'Étoile nord-africaine, figure emblématique du mouvement national algérien et pionnier de la cause berbère.

Le village compte plusieurs champions africains.
- HARB Abderazak champion d'Afrique football.
- GUEZOUT Sadia championne d'Afrique de judo en 2010.
- KECHOUT Karima championne d'Afrique de judo en 2018.